# Papa Clemente III
Clemente III, nato Paolo Scolari (Roma, 1130 – Roma, 20 marzo 1191), è stato il 174º papa della Chiesa cattolica dal 1187 alla sua morte.

## Biografia
Paolo Scolari nacque nel 1130 a Roma, nel rione della Pigna. Di famiglia di alto livello sociale ma non nobile, era figlio di Giovanni e Maria, e secondo alcuni studiosi era imparentato con la madre di papa Innocenzo III.

### Formazione e carriera ecclesiastica
Ancora bambino venne educato dai canonici della Basilica liberiana, divenendone chierico e poi canonico. Nulla si sa di eventuali studi universitari. La prima notizia certa della sua vita è riportata in un documento del 3 marzo 1176 in cui è citato come suddiacono della Chiesa romana e arciprete della Basilica di Santa Maria Maggiore.
Nel concistoro del marzo 1179 papa Alessandro III lo nominò cardinale assegnandogli la diaconia dei Santi Sergio e Bacco ma subito dopo poté optare per il titolo di Cardinale presbitero di Santa Pudenziana.
Nel 1180 divenne cardinale vescovo della sede suburbicaria di Palestrina.

#### Conclavi
Durante il suo periodo di cardinalato, Paolo Scolari partecipò ai seguenti conclavi:
- conclave del 1181, che elesse papa Lucio III
- conclave del 1185, che elesse papa Urbano III
- conclave dell'ottobre 1187, che elesse papa Gregorio VIII
- conclave del dicembre 1187, che, a seguito della rinuncia del cardinale Teodobaldo di Vermandois, lo elesse papa.

### Pontificato
Il 18 dicembre 1187 partecipò al conclave convocato a Pisa. Al primo scrutinio i cardinali elettori assegnarono il Soglio pontificio al benedettino Teodobaldo di Vermandois, Cardinale vescovo di Ostia e Velletri. Egli tuttavia rinunciò. Il giorno seguente venne eletto il cardinale Scolari, che assunse il nome di Clemente III.
Nel 1188, poco dopo la sua elezione, Clemente riuscì ad appianare le discordie che da mezzo secolo opponevano i papi e i cittadini di Roma, in virtù di un accordo ("Patto di Concordia") in base al quale ai romani veniva concesso il permesso di eleggere i propri consules (magistrati), mentre la nomina del governatore della città rimase una prerogativa del papa. Clemente III incitò Enrico II d'Inghilterra e Filippo Augusto a partecipare alla terza crociata (1189-1192), e introdusse diverse riforme minori su questioni ecclesiastiche.
Si riconciliò con Federico I Barbarossa, preludio alla partenza per la terza crociata durante la quale trovò la morte (1190), ma si scontrò con il suo successore Enrico VI, al quale non concesse la corona del Regno di Sicilia e che invece affidò a Tancredi d'Altavilla.
Morì il 20 marzo 1191 e fu sepolto nella Basilica di San Giovanni in Laterano. Data la delicata congiuntura politica del momento, con gli eserciti di Enrico VI alle porte di Roma, il suo successore, Celestino III, fu eletto appena il giorno seguente del papa.

#### Concistori per la creazione di nuovi cardinali
Papa Clemente III durante il suo pontificato ha creato 30 cardinali nel corso di 3 distinti concistori.

## Disambiguazione
Clemente III era già stato il nome di un antipapa, al secolo Guiberto, eletto nel 1080 e morto nel 1100. Per i papi contemporanei di Guiberto si vedano: Gregorio VII (1073-1085), Vittore III (1086-1087), Urbano II (1087-1099) e Pasquale II (1099-1118).

## Successione apostolica
La successione apostolica è:
- Arcivescovo Doferio di Bari (1188)
- Arcivescovo Martinho (I) Pires (1189)
- Arcivescovo Bernardo II di Ragusa di Dalmazia[5] (1189)